# Palácio do Príncipe Real (Suécia)
O Palácio do Príncipe Real (em sueco:  Arvfurstens palats) é um palácio da Suécia, situado na praça Gustav Adolfs torg na cidade de Estocolmo, capital do país. Abriga desde 1906 o Ministério do Exterior (Utrikesdepartementet).

Foi construído entre 1783 e 1794 em estilo clássico por Erik Palmstedt, para ser a residência da princesa Sofia Albertina, irmã do rei Gustavo III. Ela própria decidiu que após a sua morte, o palácio seria propriedade do príncipe herdeiro da Suécia. 
Em 1902, o Estado Sueco tomou posse do edifício, e desde 1906, é utilizado como sede do Ministério do Exterior.

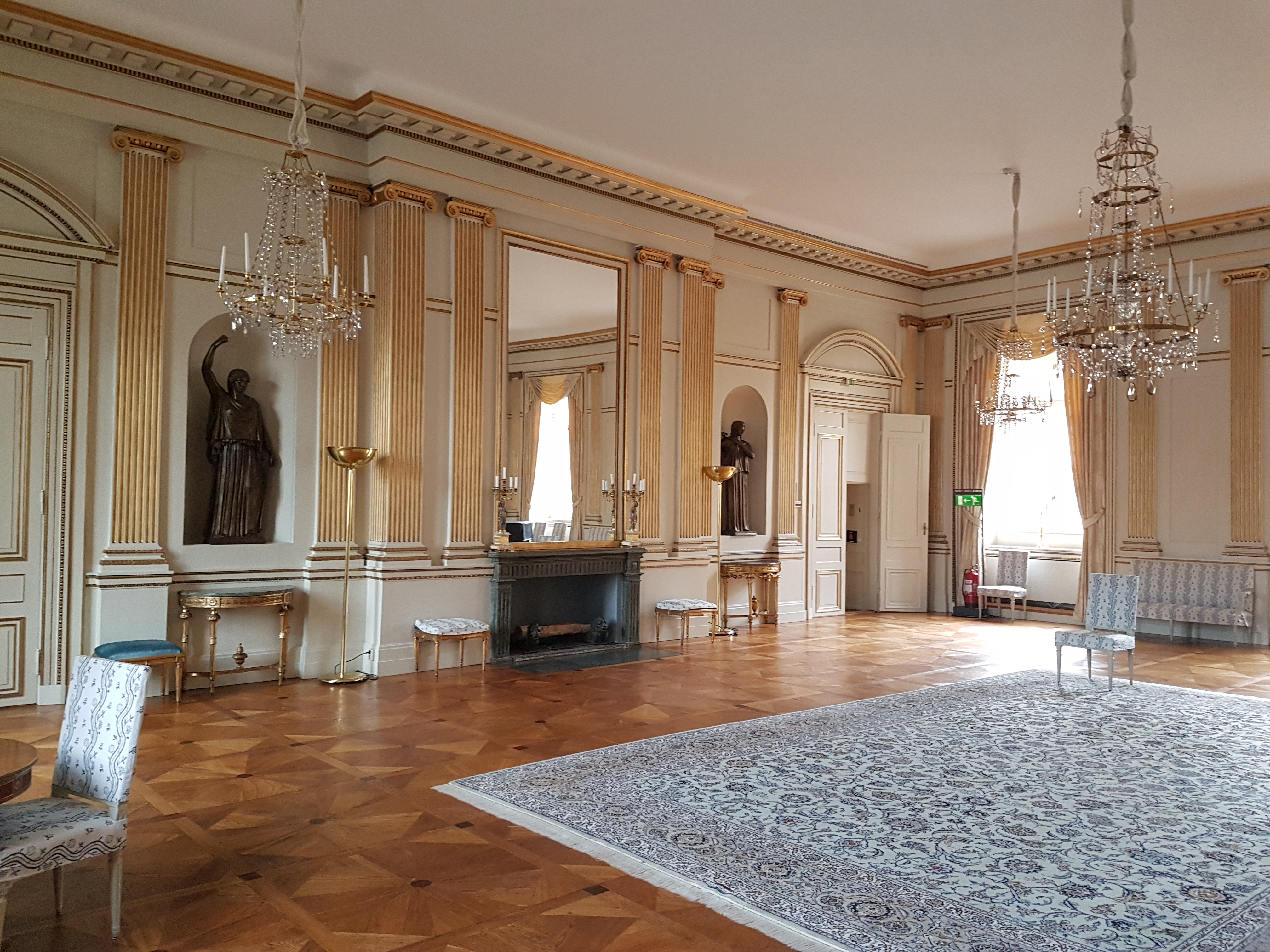
O Grande Salão (Stora salongen)
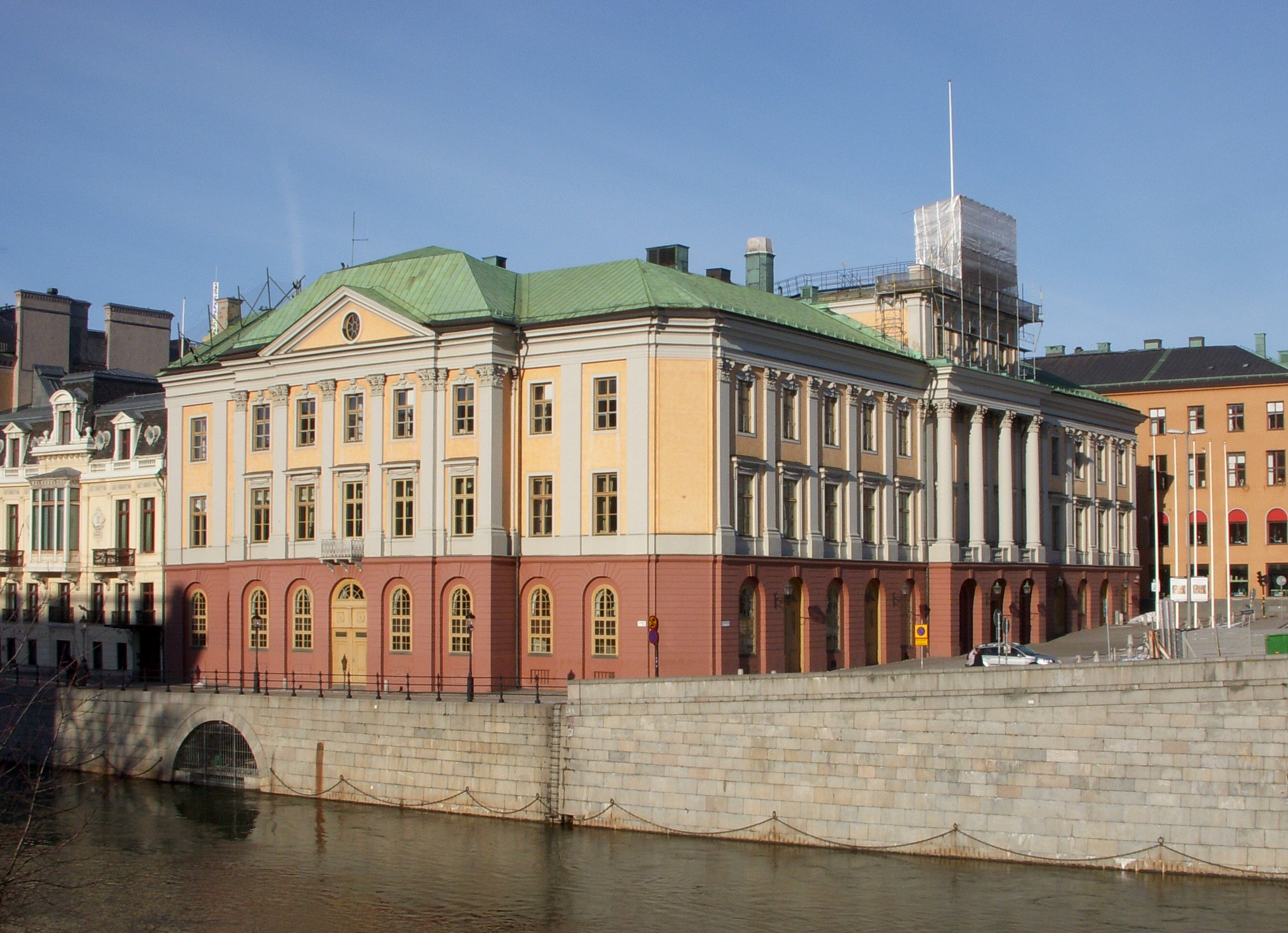
Fachada do palácio para a correnteza de Norrström
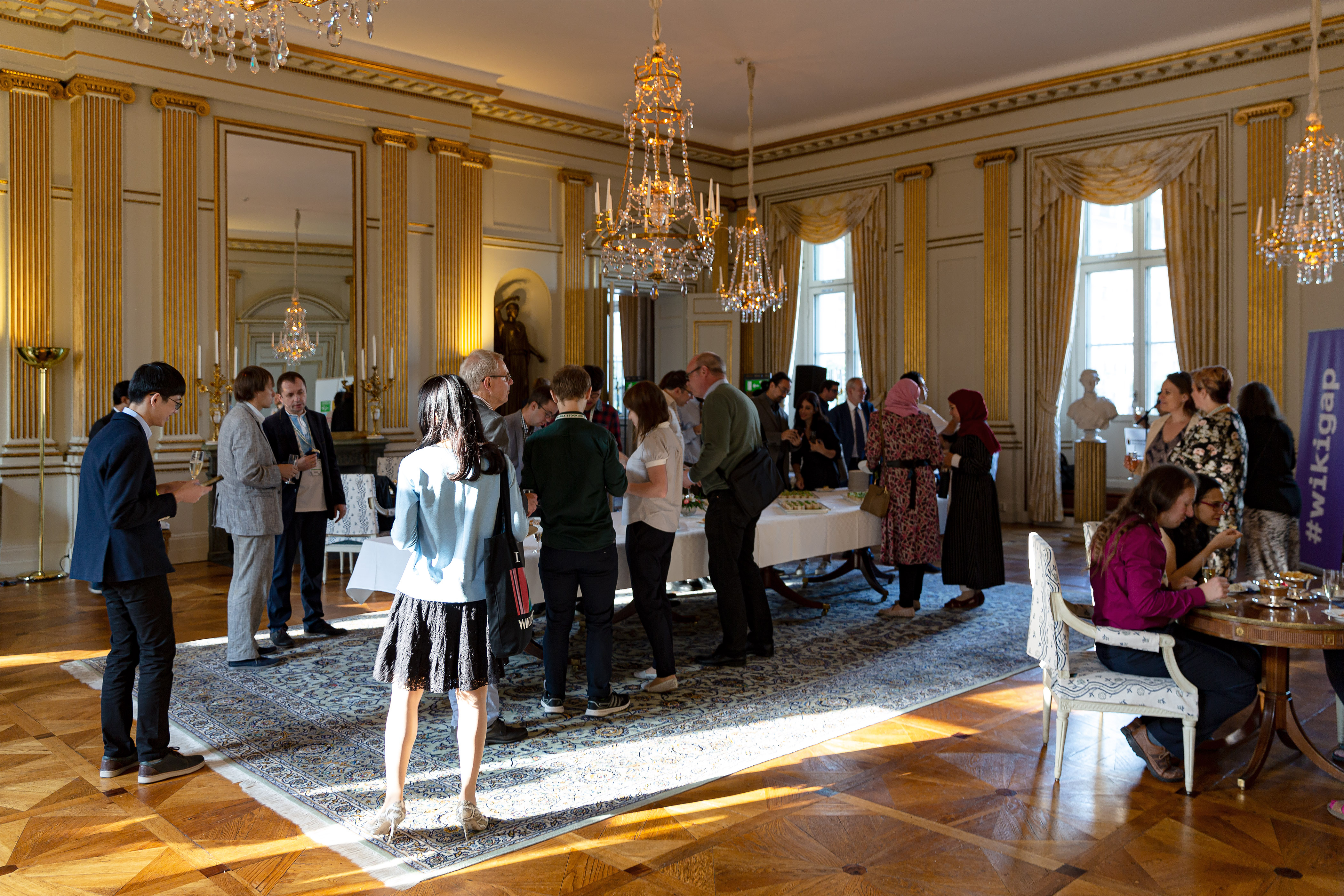
Receção a Wikipedistas em 2019
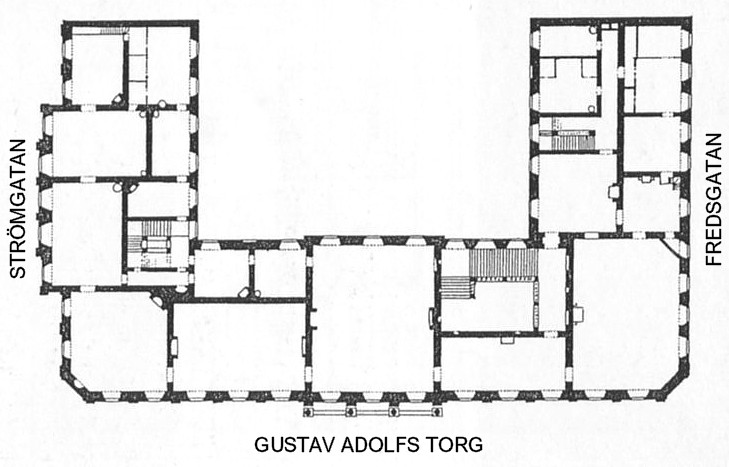
Uma planta do palácio